# 모잠비크 축구 국가대표팀
모잠비크 축구 국가대표팀(포르투갈어: Seleção Moçambicana de Futebol)은 모잠비크를 대표하는 축구 국가대표팀으로 모잠비크 축구 연맹에서 관리한다. 아프리카 축구 최약체로 평가받는 팀들 가운데 하나로 1980년 8월 10일 탄자니아와의 친선 경기에서 국제 A매치 첫 경기를 치렀으며 현재 에스타디우 두 짐페투를 홈 구장으로 사용하고 있다.

## 국제 대회 경력

### FIFA 월드컵
현재까지 모잠비크의 월드컵 본선 기록은 전무하지만 2010년 FIFA 월드컵 아프리카 지역 2차 예선에서 2승 2무 2패·7조 2위로 최종 예선 진출에 성공하며 모잠비크 축구 역사상 월드컵 지역 예선 최고 성적을 기록했고 최종 예선에서도 2승 1무 3패·B조 3위로 선전했다.

### 아프리카 네이션스컵
아프리카 네이션스컵 본선에는 5번 출전하였으나 5번의 대회에서 모두 조별리그에서 탈락했고 그나마 2023년 대회에서 이집트, 가나 등의 강호들을 상대로 무승부를 거두며 선전했다.

### 아프리카 네이션스 챔피언십
자국 리그에서 활동하는 선수들만 참가할 수 있는 이 대회 본선에는 2014년 대회에 처음으로 참가하여 이 대회에서는 조별리그에서 탈락했지만 2022년 대회를 통해 8년만에 본선에 복귀하여 CAF 주관 대회 역사상 첫 8강 진출의 성과를 거두었다.

## 기타 국제 대회 경력
모잠비크가 그나마 가장 좋은 성과를 내는 대회는 COSAFA컵으로 19번의 대회 중 2번의 대회(2008년, 2015년)에서 준우승의 성과를 남겼고 4번의 대회에서 4강에 이름을 올리는 등 7번의 대회에서 8강 이상의 성적을 기록했다.

## FIFA 월드컵 (본선)
| 년도   | 결과                                | 순위                                | 경기                                | 승                                  | 무*                                 | 패                                  | 득점                                | 실점                                | 승점                                |
| ------ | ----------------------------------- | ----------------------------------- | ----------------------------------- | ----------------------------------- | ----------------------------------- | ----------------------------------- | ----------------------------------- | ----------------------------------- | ----------------------------------- |
| 1930년 | 독립 이전                           | 독립 이전                           | 독립 이전                           | 독립 이전                           | 독립 이전                           | 독립 이전                           | 독립 이전                           | 독립 이전                           | 독립 이전                           |
| 1934년 | 독립 이전                           | 독립 이전                           | 독립 이전                           | 독립 이전                           | 독립 이전                           | 독립 이전                           | 독립 이전                           | 독립 이전                           | 독립 이전                           |
| 1938년 | 독립 이전                           | 독립 이전                           | 독립 이전                           | 독립 이전                           | 독립 이전                           | 독립 이전                           | 독립 이전                           | 독립 이전                           | 독립 이전                           |
| 1950년 | 독립 이전                           | 독립 이전                           | 독립 이전                           | 독립 이전                           | 독립 이전                           | 독립 이전                           | 독립 이전                           | 독립 이전                           | 독립 이전                           |
| 1954년 | 독립 이전                           | 독립 이전                           | 독립 이전                           | 독립 이전                           | 독립 이전                           | 독립 이전                           | 독립 이전                           | 독립 이전                           | 독립 이전                           |
| 1958년 | 독립 이전                           | 독립 이전                           | 독립 이전                           | 독립 이전                           | 독립 이전                           | 독립 이전                           | 독립 이전                           | 독립 이전                           | 독립 이전                           |
| 1962년 | 독립 이전                           | 독립 이전                           | 독립 이전                           | 독립 이전                           | 독립 이전                           | 독립 이전                           | 독립 이전                           | 독립 이전                           | 독립 이전                           |
| 1966년 | 독립 이전                           | 독립 이전                           | 독립 이전                           | 독립 이전                           | 독립 이전                           | 독립 이전                           | 독립 이전                           | 독립 이전                           | 독립 이전                           |
| 1970년 | 독립 이전                           | 독립 이전                           | 독립 이전                           | 독립 이전                           | 독립 이전                           | 독립 이전                           | 독립 이전                           | 독립 이전                           | 독립 이전                           |
| 1974년 | 독립 이전                           | 독립 이전                           | 독립 이전                           | 독립 이전                           | 독립 이전                           | 독립 이전                           | 독립 이전                           | 독립 이전                           | 독립 이전                           |
| 1978년 | 비회원국                            | 비회원국                            | 비회원국                            | 비회원국                            | 비회원국                            | 비회원국                            | 비회원국                            | 비회원국                            | 비회원국                            |
| 1982년 | 예선 탈락                           | 예선 탈락                           | 예선 탈락                           | 예선 탈락                           | 예선 탈락                           | 예선 탈락                           | 예선 탈락                           | 예선 탈락                           | 예선 탈락                           |
| 1986년 | 불참                                | 불참                                | 불참                                | 불참                                | 불참                                | 불참                                | 불참                                | 불참                                | 불참                                |
| 1990년 | FIFA에 진 빚 때문에 참가를 거부당함 | FIFA에 진 빚 때문에 참가를 거부당함 | FIFA에 진 빚 때문에 참가를 거부당함 | FIFA에 진 빚 때문에 참가를 거부당함 | FIFA에 진 빚 때문에 참가를 거부당함 | FIFA에 진 빚 때문에 참가를 거부당함 | FIFA에 진 빚 때문에 참가를 거부당함 | FIFA에 진 빚 때문에 참가를 거부당함 | FIFA에 진 빚 때문에 참가를 거부당함 |
| 1994년 | 예선 탈락                           | 예선 탈락                           | 예선 탈락                           | 예선 탈락                           | 예선 탈락                           | 예선 탈락                           | 예선 탈락                           | 예선 탈락                           | 예선 탈락                           |
| 1998년 | 예선 탈락                           | 예선 탈락                           | 예선 탈락                           | 예선 탈락                           | 예선 탈락                           | 예선 탈락                           | 예선 탈락                           | 예선 탈락                           | 예선 탈락                           |
| 2002년 | 예선 탈락                           | 예선 탈락                           | 예선 탈락                           | 예선 탈락                           | 예선 탈락                           | 예선 탈락                           | 예선 탈락                           | 예선 탈락                           | 예선 탈락                           |
| 2006년 | 예선 탈락                           | 예선 탈락                           | 예선 탈락                           | 예선 탈락                           | 예선 탈락                           | 예선 탈락                           | 예선 탈락                           | 예선 탈락                           | 예선 탈락                           |
| 2010년 | 예선 탈락                           | 예선 탈락                           | 예선 탈락                           | 예선 탈락                           | 예선 탈락                           | 예선 탈락                           | 예선 탈락                           | 예선 탈락                           | 예선 탈락                           |
| 2014년 | 예선 탈락                           | 예선 탈락                           | 예선 탈락                           | 예선 탈락                           | 예선 탈락                           | 예선 탈락                           | 예선 탈락                           | 예선 탈락                           | 예선 탈락                           |
| 2018년 | 예선 탈락                           | 예선 탈락                           | 예선 탈락                           | 예선 탈락                           | 예선 탈락                           | 예선 탈락                           | 예선 탈락                           | 예선 탈락                           | 예선 탈락                           |
| 합계   |                                     |                                     |                                     |                                     |                                     |                                     |                                     |                                     |                                     |

### FIFA 월드컵 (예선)
| 1930년 | 독립 이전                                     | 독립 이전                                     | 독립 이전                                     | 독립 이전                                     | 독립 이전                                     | 독립 이전                                     | 독립 이전                                     | 독립 이전                                     | 독립 이전                                     |
| 1934년 | 독립 이전                                     | 독립 이전                                     | 독립 이전                                     | 독립 이전                                     | 독립 이전                                     | 독립 이전                                     | 독립 이전                                     | 독립 이전                                     | 독립 이전                                     |
| 1938년 | 독립 이전                                     | 독립 이전                                     | 독립 이전                                     | 독립 이전                                     | 독립 이전                                     | 독립 이전                                     | 독립 이전                                     | 독립 이전                                     | 독립 이전                                     |
| 1950년 | 독립 이전                                     | 독립 이전                                     | 독립 이전                                     | 독립 이전                                     | 독립 이전                                     | 독립 이전                                     | 독립 이전                                     | 독립 이전                                     | 독립 이전                                     |
| 1954년 | 독립 이전                                     | 독립 이전                                     | 독립 이전                                     | 독립 이전                                     | 독립 이전                                     | 독립 이전                                     | 독립 이전                                     | 독립 이전                                     | 독립 이전                                     |
| 1958년 | 독립 이전                                     | 독립 이전                                     | 독립 이전                                     | 독립 이전                                     | 독립 이전                                     | 독립 이전                                     | 독립 이전                                     | 독립 이전                                     | 독립 이전                                     |
| 1962년 | 독립 이전                                     | 독립 이전                                     | 독립 이전                                     | 독립 이전                                     | 독립 이전                                     | 독립 이전                                     | 독립 이전                                     | 독립 이전                                     | 독립 이전                                     |
| 1966년 | 독립 이전                                     | 독립 이전                                     | 독립 이전                                     | 독립 이전                                     | 독립 이전                                     | 독립 이전                                     | 독립 이전                                     | 독립 이전                                     | 독립 이전                                     |
| 1970년 | 독립 이전                                     | 독립 이전                                     | 독립 이전                                     | 독립 이전                                     | 독립 이전                                     | 독립 이전                                     | 독립 이전                                     | 독립 이전                                     | 독립 이전                                     |
| 1974년 | 독립 이전                                     | 독립 이전                                     | 독립 이전                                     | 독립 이전                                     | 독립 이전                                     | 독립 이전                                     | 독립 이전                                     | 독립 이전                                     | 독립 이전                                     |
| 1978년 | 비회원국                                      | 비회원국                                      | 비회원국                                      | 비회원국                                      | 비회원국                                      | 비회원국                                      | 비회원국                                      |                                               |                                               |
| 1982년 | 2                                             | 0                                             | 0                                             | 2                                             | 3                                             | 7                                             | 0                                             |                                               |                                               |
| 1986년 | 불참                                          | 불참                                          | 불참                                          | 불참                                          | 불참                                          | 불참                                          | 불참                                          |                                               |                                               |
| 1990년 | FIFA에 진 빚 때문에 참가를 거부당함           | FIFA에 진 빚 때문에 참가를 거부당함           | FIFA에 진 빚 때문에 참가를 거부당함           | FIFA에 진 빚 때문에 참가를 거부당함           | FIFA에 진 빚 때문에 참가를 거부당함           | FIFA에 진 빚 때문에 참가를 거부당함           | FIFA에 진 빚 때문에 참가를 거부당함           |                                               |                                               |
| 1994년 | 4                                             | 0                                             | 1                                             | 3                                             | 3                                             | 11                                            | 1                                             |                                               |                                               |
| 1998년 | 2                                             | 0                                             | 1                                             | 1                                             | 1                                             | 3                                             | 1                                             |                                               |                                               |
| 2002년 | 2                                             | 1                                             | 0                                             | 1                                             | 2                                             | 2                                             | 3                                             |                                               |                                               |
| 2006년 | 2                                             | 0                                             | 0                                             | 2                                             | 3                                             | 5                                             | 0                                             |                                               |                                               |
| 2010년 | 12                                            | 4                                             | 3                                             | 5                                             | 10                                            | 10                                            | 15                                            |                                               |                                               |
| 2014년 | 8                                             | 2                                             | 3                                             | 3                                             | 7                                             | 11                                            | 9                                             |                                               |                                               |
| 2018년 | 2                                             | 1                                             | 0                                             | 1                                             | 1                                             | 1                                             | 3                                             |                                               |                                               |
| 합계   | 34                                            | 8                                             | 8                                             | 18                                            | 30                                            | 50                                            | 32                                            |                                               |                                               |
| 순위   | 월드컵 예선 승점 순위 : 145위 (아프리카 34위) | 월드컵 예선 승점 순위 : 145위 (아프리카 34위) | 월드컵 예선 승점 순위 : 145위 (아프리카 34위) | 월드컵 예선 승점 순위 : 145위 (아프리카 34위) | 월드컵 예선 승점 순위 : 145위 (아프리카 34위) | 월드컵 예선 승점 순위 : 145위 (아프리카 34위) | 월드컵 예선 승점 순위 : 145위 (아프리카 34위) | 월드컵 예선 승점 순위 : 145위 (아프리카 34위) | 월드컵 예선 승점 순위 : 145위 (아프리카 34위) |

## 아프리카 네이션스컵(본선)
| 아프리카 네이션스컵 본선 기록 | 아프리카 네이션스컵 본선 기록        | 아프리카 네이션스컵 본선 기록        | 아프리카 네이션스컵 본선 기록        | 아프리카 네이션스컵 본선 기록        | 아프리카 네이션스컵 본선 기록        | 아프리카 네이션스컵 본선 기록        | 아프리카 네이션스컵 본선 기록        | 아프리카 네이션스컵 본선 기록        | 아프리카 네이션스컵 본선 기록        |
| 년도                          | 결과                                 | 순위                                 | 경기                                 | 승                                   | 무                                   | 패                                   | 득점                                 | 실점                                 | 승점                                 |
| ----------------------------- | ------------------------------------ | ------------------------------------ | ------------------------------------ | ------------------------------------ | ------------------------------------ | ------------------------------------ | ------------------------------------ | ------------------------------------ | ------------------------------------ |
| 1957년                        | 독립 이전                            | 독립 이전                            | 독립 이전                            | 독립 이전                            | 독립 이전                            | 독립 이전                            | 독립 이전                            | 독립 이전                            | 독립 이전                            |
| 1959년                        | 독립 이전                            | 독립 이전                            | 독립 이전                            | 독립 이전                            | 독립 이전                            | 독립 이전                            | 독립 이전                            | 독립 이전                            | 독립 이전                            |
| 1962년                        | 독립 이전                            | 독립 이전                            | 독립 이전                            | 독립 이전                            | 독립 이전                            | 독립 이전                            | 독립 이전                            | 독립 이전                            | 독립 이전                            |
| 1963년                        | 독립 이전                            | 독립 이전                            | 독립 이전                            | 독립 이전                            | 독립 이전                            | 독립 이전                            | 독립 이전                            | 독립 이전                            | 독립 이전                            |
| 1965년                        | 독립 이전                            | 독립 이전                            | 독립 이전                            | 독립 이전                            | 독립 이전                            | 독립 이전                            | 독립 이전                            | 독립 이전                            | 독립 이전                            |
| 1968년                        | 독립 이전                            | 독립 이전                            | 독립 이전                            | 독립 이전                            | 독립 이전                            | 독립 이전                            | 독립 이전                            | 독립 이전                            | 독립 이전                            |
| 1970년                        | 독립 이전                            | 독립 이전                            | 독립 이전                            | 독립 이전                            | 독립 이전                            | 독립 이전                            | 독립 이전                            | 독립 이전                            | 독립 이전                            |
| 1972년                        | 독립 이전                            | 독립 이전                            | 독립 이전                            | 독립 이전                            | 독립 이전                            | 독립 이전                            | 독립 이전                            | 독립 이전                            | 독립 이전                            |
| 1974년                        | 독립 이전                            | 독립 이전                            | 독립 이전                            | 독립 이전                            | 독립 이전                            | 독립 이전                            | 독립 이전                            | 독립 이전                            | 독립 이전                            |
| 1976년                        | 없음                                 | 없음                                 | 없음                                 | 없음                                 | 없음                                 | 없음                                 | 없음                                 | 없음                                 | 없음                                 |
| 1978년                        | 비회원국                             | 비회원국                             | 비회원국                             | 비회원국                             | 비회원국                             | 비회원국                             | 비회원국                             | 비회원국                             | 비회원국                             |
| 1980년                        | 불참                                 | 불참                                 | 불참                                 | 불참                                 | 불참                                 | 불참                                 | 불참                                 | 불참                                 | 불참                                 |
| 1982년                        | 예선 탈락                            | 예선 탈락                            | 예선 탈락                            | 예선 탈락                            | 예선 탈락                            | 예선 탈락                            | 예선 탈락                            | 예선 탈락                            | 예선 탈락                            |
| 1984년                        | 예선 탈락                            | 예선 탈락                            | 예선 탈락                            | 예선 탈락                            | 예선 탈락                            | 예선 탈락                            | 예선 탈락                            | 예선 탈락                            | 예선 탈락                            |
| 1986년                        | 조별리그                             | 8위                                  | 3                                    | 0                                    | 0                                    | 3                                    | 0                                    | 7                                    | 0                                    |
| 1988년                        | 예선 탈락                            | 예선 탈락                            | 예선 탈락                            | 예선 탈락                            | 예선 탈락                            | 예선 탈락                            | 예선 탈락                            | 예선 탈락                            | 예선 탈락                            |
| 1990년                        | 예선 탈락                            | 예선 탈락                            | 예선 탈락                            | 예선 탈락                            | 예선 탈락                            | 예선 탈락                            | 예선 탈락                            | 예선 탈락                            | 예선 탈락                            |
| 1992년                        | 예선 탈락                            | 예선 탈락                            | 예선 탈락                            | 예선 탈락                            | 예선 탈락                            | 예선 탈락                            | 예선 탈락                            | 예선 탈락                            | 예선 탈락                            |
| 1994년                        | 예선 탈락                            | 예선 탈락                            | 예선 탈락                            | 예선 탈락                            | 예선 탈락                            | 예선 탈락                            | 예선 탈락                            | 예선 탈락                            | 예선 탈락                            |
| 1996년                        | 조별리그                             | 14위                                 | 3                                    | 0                                    | 1                                    | 2                                    | 1                                    | 4                                    | 1                                    |
| 1998년                        | 조별리그                             | 16위                                 | 3                                    | 0                                    | 0                                    | 3                                    | 1                                    | 8                                    | 0                                    |
| 2000년                        | 예선 탈락                            | 예선 탈락                            | 예선 탈락                            | 예선 탈락                            | 예선 탈락                            | 예선 탈락                            | 예선 탈락                            | 예선 탈락                            | 예선 탈락                            |
| 2002년                        | 예선 탈락                            | 예선 탈락                            | 예선 탈락                            | 예선 탈락                            | 예선 탈락                            | 예선 탈락                            | 예선 탈락                            | 예선 탈락                            | 예선 탈락                            |
| 2004년                        | 예선 탈락                            | 예선 탈락                            | 예선 탈락                            | 예선 탈락                            | 예선 탈락                            | 예선 탈락                            | 예선 탈락                            | 예선 탈락                            | 예선 탈락                            |
| 2006년                        | 예선 탈락                            | 예선 탈락                            | 예선 탈락                            | 예선 탈락                            | 예선 탈락                            | 예선 탈락                            | 예선 탈락                            | 예선 탈락                            | 예선 탈락                            |
| 2008년                        | 예선 탈락                            | 예선 탈락                            | 예선 탈락                            | 예선 탈락                            | 예선 탈락                            | 예선 탈락                            | 예선 탈락                            | 예선 탈락                            | 예선 탈락                            |
| 2010년                        | 조별리그                             | 15위                                 | 3                                    | 0                                    | 1                                    | 2                                    | 2                                    | 7                                    | 1                                    |
| 2012년                        | 예선 탈락                            | 예선 탈락                            | 예선 탈락                            | 예선 탈락                            | 예선 탈락                            | 예선 탈락                            | 예선 탈락                            | 예선 탈락                            | 예선 탈락                            |
| 2013년                        | 예선 탈락                            | 예선 탈락                            | 예선 탈락                            | 예선 탈락                            | 예선 탈락                            | 예선 탈락                            | 예선 탈락                            | 예선 탈락                            | 예선 탈락                            |
| 2015년                        | 예선 탈락                            | 예선 탈락                            | 예선 탈락                            | 예선 탈락                            | 예선 탈락                            | 예선 탈락                            | 예선 탈락                            | 예선 탈락                            | 예선 탈락                            |
| 2017년                        | 예선 탈락                            | 예선 탈락                            | 예선 탈락                            | 예선 탈락                            | 예선 탈락                            | 예선 탈락                            | 예선 탈락                            | 예선 탈락                            | 예선 탈락                            |
| 2019년                        | 예선 탈락                            | 예선 탈락                            | 예선 탈락                            | 예선 탈락                            | 예선 탈락                            | 예선 탈락                            | 예선 탈락                            | 예선 탈락                            | 예선 탈락                            |
| 2021년                        | 예선 탈락                            | 예선 탈락                            | 예선 탈락                            | 예선 탈락                            | 예선 탈락                            | 예선 탈락                            | 예선 탈락                            | 예선 탈락                            | 예선 탈락                            |
| 총계                          | 5회 진출(5/24)                       | 조별리그(4회)                        | 12                                   | 0                                    | 2                                    | 10                                   | 4                                    | 26                                   | 2                                    |
| 순위                          | 아프리카 네이션스컵 역대 순위 : 34위 | 아프리카 네이션스컵 역대 순위 : 34위 | 아프리카 네이션스컵 역대 순위 : 34위 | 아프리카 네이션스컵 역대 순위 : 34위 | 아프리카 네이션스컵 역대 순위 : 34위 | 아프리카 네이션스컵 역대 순위 : 34위 | 아프리카 네이션스컵 역대 순위 : 34위 | 아프리카 네이션스컵 역대 순위 : 34위 | 아프리카 네이션스컵 역대 순위 : 34위 |

### 아프리카 네이션스컵(예선)
| 아프리카 네이션스컵 예선 기록 | 아프리카 네이션스컵 예선 기록 | 아프리카 네이션스컵 예선 기록 | 아프리카 네이션스컵 예선 기록 | 아프리카 네이션스컵 예선 기록 | 아프리카 네이션스컵 예선 기록 | 아프리카 네이션스컵 예선 기록 | 아프리카 네이션스컵 예선 기록 |
| 년도                          | 경기                          | 승                            | 무*                           | 패                            | 득점                          | 실점                          | 승점                          |
| ----------------------------- | ----------------------------- | ----------------------------- | ----------------------------- | ----------------------------- | ----------------------------- | ----------------------------- | ----------------------------- |
| 1957년                        | 독립 이전                     | 독립 이전                     | 독립 이전                     | 독립 이전                     | 독립 이전                     | 독립 이전                     | 독립 이전                     |
| 1959년                        | 독립 이전                     | 독립 이전                     | 독립 이전                     | 독립 이전                     | 독립 이전                     | 독립 이전                     | 독립 이전                     |
| 1962년                        | 독립 이전                     | 독립 이전                     | 독립 이전                     | 독립 이전                     | 독립 이전                     | 독립 이전                     | 독립 이전                     |
| 1963년                        | 독립 이전                     | 독립 이전                     | 독립 이전                     | 독립 이전                     | 독립 이전                     | 독립 이전                     | 독립 이전                     |
| 1965년                        | 독립 이전                     | 독립 이전                     | 독립 이전                     | 독립 이전                     | 독립 이전                     | 독립 이전                     | 독립 이전                     |
| 1968년                        | 독립 이전                     | 독립 이전                     | 독립 이전                     | 독립 이전                     | 독립 이전                     | 독립 이전                     | 독립 이전                     |
| 1970년                        | 독립 이전                     | 독립 이전                     | 독립 이전                     | 독립 이전                     | 독립 이전                     | 독립 이전                     | 독립 이전                     |
| 1972년                        | 독립 이전                     | 독립 이전                     | 독립 이전                     | 독립 이전                     | 독립 이전                     | 독립 이전                     | 독립 이전                     |
| 1974년                        | 독립 이전                     | 독립 이전                     | 독립 이전                     | 독립 이전                     | 독립 이전                     | 독립 이전                     | 독립 이전                     |
| 1976년                        | 없음                          | 없음                          | 없음                          | 없음                          | 없음                          | 없음                          | 없음                          |
| 1978년                        | 비회원국                      | 비회원국                      | 비회원국                      | 비회원국                      | 비회원국                      | 비회원국                      | 비회원국                      |
| 1980년                        | 불참                          | 불참                          | 불참                          | 불참                          | 불참                          | 불참                          | 불참                          |
| 1982년                        | 2                             | 1                             | 0                             | 1                             | 7                             | 3                             | 3                             |
| 1984년                        | 2                             | 1                             | 0                             | 1                             | 3                             | 4                             | 3                             |
| 1986년                        | 6                             | 2                             | 3                             | 1                             | 8                             | 5                             | 9                             |
| 1988년                        | 2                             | 0                             | 1                             | 1                             | 3                             | 4                             | 1                             |
| 1990년                        | 2                             | 0                             | 0                             | 2                             | 0                             | 4                             | 0                             |
| 1992년                        | 4                             | 2                             | 0                             | 2                             | 3                             | 3                             | 6                             |
| 1994년                        | 6                             | 1                             | 3                             | 2                             | 5                             | 7                             | 6                             |
| 1996년                        | 10                            | 6                             | 2                             | 2                             | 16                            | 8                             | 20                            |
| 1998년                        | 6                             | 3                             | 1                             | 2                             | 10                            | 7                             | 10                            |
| 2000년                        | 6                             | 2                             | 1                             | 3                             | 6                             | 10                            | 7                             |
| 2002년                        | 2                             | 1                             | 0                             | 1                             | 1                             | 1                             | 3                             |
| 2004년                        | 6                             | 2                             | 2                             | 2                             | 3                             | 8                             | 8                             |
| 2006년                        | 2                             | 0                             | 0                             | 2                             | 3                             | 5                             | 0                             |
| 2008년                        | 6                             | 2                             | 3                             | 1                             | 5                             | 4                             | 9                             |
| 2010년                        | 12                            | 4                             | 3                             | 5                             | 10                            | 10                            | 15                            |
| 2012년                        | 6                             | 2                             | 1                             | 3                             | 4                             | 6                             | 7                             |
| 2013년                        | 4                             | 1                             | 2                             | 1                             | 4                             | 6                             | 5                             |
| 2015년                        | 10                            | 3                             | 5                             | 2                             | 13                            | 7                             | 14                            |
| 2017년                        | 6                             | 2                             | 1                             | 3                             | 5                             | 7                             | 7                             |
| 2019년                        | 6                             | 2                             | 2                             | 2                             | 7                             | 7                             | 8                             |
| 2021년                        | 6                             | 1                             | 1                             | 4                             | 5                             | 10                            | 4                             |
| 합계                          | 112                           | 38                            | 31                            | 43                            | 121                           | 126                           | 145                           |

## 주요 선수
- 자이나디네 주니오르
- 멕세르
- 키투
- 텔리뉴
- 루이스 미키소네
- 클레시우 바우케
- 도밍게스 펠렘베
- 마니뉴
- 레히나우두 파이페
- 헤이닐두 만다바

## 역대 감독
| 감독          | 임기        |
| ------------- | ----------- |
| 아벨 사비에르 | 2016 ~ 2019 |